# Canthon euryscelis
Canthon euryscelis là một loài bọ cánh cứng trong họ Bọ hung (Scarabaeidae).